# Immacolata Concezione (corbeta)
La corbeta Immacolata Concezione fue uno de los últimos buques militares que prestaron servicio en la Marina pontificia y fue construida por los astilleros londinenses Thames Iron Shipbuilding Co..
Permaneció en activo hasta 1870 cuando los Estados Pontificios cayeron ante las tropas italianas y fueron anexionados por Italia, momento en el que la Marina de los Estados Pontificios dejó de existir.

## Historia
Construida por los astilleros ingleses de Londres Thames Iron Shipbuilding Co. entre 1858 a 1859, debía reemplazar a otra antigua corbeta a vela: fue entregado en Civitavecchia en 1859 y originalmente estaba destinada a ser el yate papal, en vista de los viajes al extranjero e inicialmente una Peregrinación a Tierra Santa, que debido a razones políticas entre el Imperio Otomano y la Santa Sede no se pudo cumplir el viaje, fue nombrada en honor a la Inmaculada Concepción de María.
El barco sirvió la tarea de protección de las aguas costeras debido a las tensiones con el Reino de Italia por los planes de unificación de la península itálica, en 1860 durante la batalla de Ancona (1860) fue usado en viajes a Ancona con transporte de Material y Municiones.
Después de la guerra fue usada en un viaje al Mar Mediterráneo con fines Científicos realizados en 1865 donde el padre Angelo Sechi realizó algunos experimentos sobre la transparencia del agua.

## Caída del Estado Papal

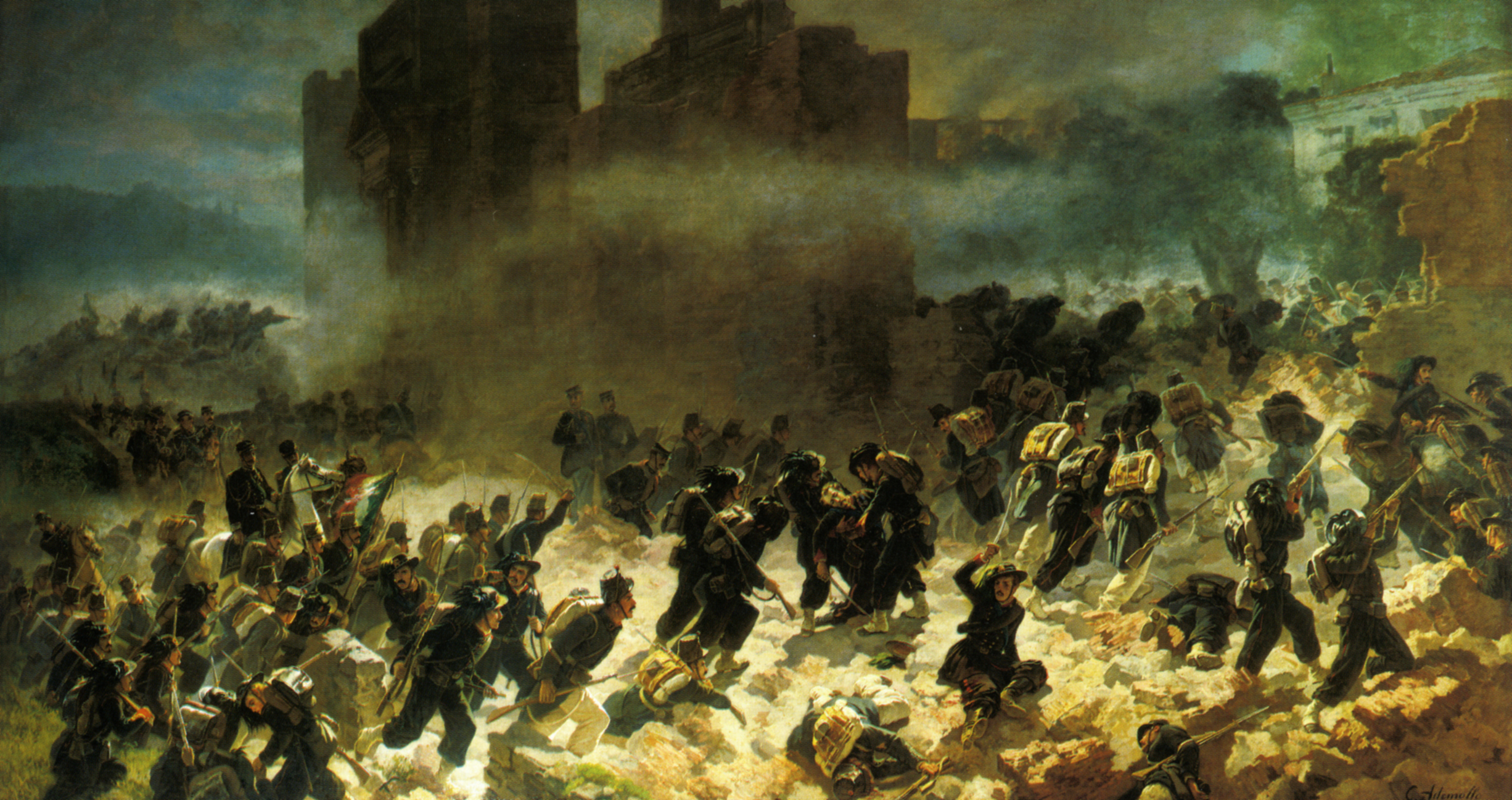
Pintura de Carlo Ademollo sobre la brecha de la Porta Pia

Durante la Unificación Italiana y Toma de Roma y posterior anexión del Estado Papal a Italia, el barco quedó inscrito en los roles de la Regia Marina italiana, pero este quedó a disposición del Papa, que nunca lo usó debido a estar en el Vaticano en el reconocido hecho Prisionero en el Vaticano, en 1871 el papa Pio IX ordenó a su comandante Alessandro Cialdi llevar el barco a Toulon, donde quedaría anclado hasta 1877.

## Carrera Posterior y Últimos Años
Posteriormente fue vendido a un Colegio Naval Eclesiástico en Arcachon y fue utilizado como buque escuela para sus cadetes hasta que fue vendido al armador Gaillard en 1882 por dificultades económicas del Colegio. La quiebra de este último en 1884 puso el barco a disposición de acreedores tras una incautación: no se sabe más de lo que ocurrió después pero lo más probable es que se le quitara el armamento y fuera utilizado para funciones civiles con el nuevo nombre de Conception. Después fue vendido como chatarra en 1887 y sería desguazado en 1888.